# シナダレスズメガヤ
シナダレスズメガヤ Eragrostis curvula は、イネ科に分類される雑草の一種。英語名はウィーピング・ラブグラス。南アフリカ原産だが、日本にも外来種として全国に定着している。

## 分布
南アフリカを原産地とする。
南北アメリカ、南ヨーロッパ、アジア（日本を含む）、オセアニアの広い地域に移入分布する。

## 特徴
高さ0.6-1.2mの多年生草本。葉身は長さ40-60cmで、垂れ下がる。花期は8-10月。牧草地、荒地、河原などに生息する。
種子生産量が多く、1平方メートルあたりで生産される種子数は平均16123粒（最大87001粒、最小541粒）との調査結果がある。24-36℃の温度条件下であれば、およそ4日以内に約90％以上の種子が発芽することが明らかになっており、永続的な土壌シードバンクを形成することはほとんどないとされる。

## 外来種問題
日本では1959年にアメリカから四国農業試験場に導入されたのが最初で、その後、道路法面の緑化用や砂防工事に利用され、今では日本全国に分布を拡大している。国の直轄河川である123河川のうち105河川で侵入が判明している。
太田川や鬼怒川では本種が侵入し、絶滅危惧種のカワラノギクやカワラニガナといった在来種を駆逐する危険性が懸念されている。また、砂を堆積させることで河原の地形を改変させてしまう。鬼怒川では1998年の洪水以降に本種の占有面積が急増したことから、シナダレスズメガヤは洪水などの攪乱に強いことが示唆されている。
外来生物法によって要注意外来生物に指定されており、日本生態学会の選定した日本の侵略的外来種ワースト100にも選ばれている。鬼怒川や吉野川、鳥取砂丘では本種の駆除が行われている。本種の根絶のためには、種子供給源となる河川上流部の駆除を先行して実施する必要がある。
オーストラリアでも侵略的な外来植物として問題になっている。